# Фарска круна
Круна је валута у употреби на Фарским Острвима. Круне издаје Данска Народна банка и нису независна валута. Фарска круна је у ствари данска круна са природним мотивима Фарских Острва на новчаницама које се издају у апоенима од 50, 100, 200, 500 и 1.000 круна. Кованице у употреби дански као и на Гренланду. Годишња инфлација у 2005. је износила -3,1%.
С обзиром на то да није независна валута, нема ни међународни код. Код данске круне је DKK.